# 커루치 트랜
커루치 트랜(영어: Karrueche Tran, 1988년 5월 17일 ~ )은 미국의 모델, 패션 스타일리스트, 배우이다.